# Pouligny-Notre-Dame
Pouligny-Notre-Dame là một xã ở tỉnh Indre khu vực trung bộ Pháp. Xã này có diện tích 33,75 km², dân số thời điểm năm 1999 là 605 người. Khu vực này có độ cao trung bình 330 mét trên mực nước biển.